# Desmanthus leptolobus
Desmanthus leptolobus Torrey & A.Gray, chiamata anche Praire mimosa, è una pianta della famiglia delle Fabacee originaria delle grandi pianure centro-meridionali degli Stati Uniti.

## Descrizione
Si presenta come una piccola erba distesa, perenne, legnosa alla base. Si propaga fino a un metro di lunghezza, con steli striscianti. La radice principale è lunga dai 40 ai 90 cm, del diametro di 1–2 cm nelle piante adulte, cilindrica, leggermente affusolata, legnosa, a volte nodosa, con una scorza di colore da grigio-bruno a rossastro bruno, spessa e sugherosa.
Le foglie sono lunghe dai 2 ai 7 cm, tutte glabre. Le foglioline sono quasi sessili, in 15-22 coppie, lunghe 2-5 mm larghe 1 mm.  Sono incurvate, da quasi ellittiche a lineari, arrotondate obliquamente alla base, terminanti in una punta, glabre ad eccezione di peli bianchi appressati distribuiti in forma sparsa lungo il margine.
Le teste fiorifere sono poche, una per ogni ascella fogliare, ciascuna contenente 4-10 fiori, ciascuno con un calice obovato-triangolare. . I petali sono verde pallidi o bianchi, glabri o lineari, lunghi 3.0-5.0 mm e larghi 0.3-0.5 mm.

## Distribuzione e habitat
La specie è presente in Kansas, Missouri, Oklahoma, Texas.
Cresce principalmente su terreni argillosi e calcarei ed anche su sabbie e argille sabbiose in aree forestali erbose e aperte.

## Usi
Le piante del genere Desmanthus sono una buona fonte di foraggio e le sementi forniscono cibo a uccelli, roditori e piccoli animali, specialmente nelle zone più aride.

## Biochimica
Nel 1992 Johnny Appleseed ha scoperto la presenza dello 0.14% di DMT nella scorza di radice secca. Sempre nel 1992 altri esperimenti hanno riprodotto una forma di ayahuasca usando 45 mg di scorza di un isolato purificato di radice di D. leptolobus combinato con 125 mg di un estratto di Peganum harmala.